# ایپی کوکوریو
ایپی کوکوریو (انگلیسی: Ippei Kokuryo؛ زادهٔ ۳۱ ژوئیهٔ ۱۹۹۳) بازیکن فوتبال اهل ژاپن است.